# 부다페스트 혼베드 FC
부다페스트 혼베드 FC(헝가리어: Budapest Honvéd FC)는 부다페스트를 연고로 하는 헝가리의 축구 클럽으로, 현재 헝가리 리그에서 활동하고 있다. 혼베드(Honved)는 헝가리어로 "군인"을 뜻한다.
1909년 키슈페슈티 AC(Kispesti AC)로 창단되었으며 1949년 구단의 소유권이 헝가리 국방군에 넘어가면서 지금과 같은 이름이 되었다. 축구 뿐만 아니라 펜싱, 사이클, 체조, 레슬링, 육상, 복싱, 테니스, 수구, 핸드볼 선수단도 운영한다. 국군체육부대처럼 운동선수와 군인을 겸하는 팀이며 국군체육부대와는 달리 선수들은 전원 장교 계급이 부여된다. 이 팀에 소속되었던 페렌츠 푸스카스는 선수로 활동할 당시 계급이 소령이었다.

## 성적

### 국내 대회
- 헝가리 리그 13회 우승 (1949-50, 1950, 1952, 1954, 1955, 1980, 1984, 1985, 1986, 1988, 1989, 1991, 1993, 2016-17)
- 헝가리 컵 7회 우승 (1926, 1964, 1985, 1989, 1996, 2007, 2009)

### 국제 대회
- 미트로파컵 1회 우승 (1959)
- 트로페오 시우다드 데 비고 1회 우승 (1974)

## 선수 명단

### 현역
참고: FIFA 자격 규정에 따라 소속된 국가대표팀 국기를 표시합니다. 선수는 복수의 FIFA 비회원국 국적을 가지고 있을 수 있습니다.
| 번호 | 포지션 | 국적       | 이름                |
| ---- | ------ | ---------- | ------------------- |
| 14   | DF     |            | 코르넬 에네         |
| 17   | FW     | 슬로바키아 | 패트릭 핀트         |
| 19   | DF     | 우크라이나 | 뱌체슬라프 쿨바추크 |

| 번호 | 포지션 | 국적 | 이름 |
| ---- | ------ | ---- | ---- |

## 역대 감독
| 감독              | 임기        |
| ----------------- | ----------- |
| 보지크 요세프     | 1966 ~ 1967 |
| 비치케이 베르털런 | 1987 ~ 1988 |
| 비치케이 베르털런 | 1996 ~ 1997 |
| 구트먼 벨러       | 불명        |